# (2771) Polzunov
(2771) Polzunov (1978 SP7; 1943 TG; 1981 EK6; 1982 NB) ist ein ungefähr elf Kilometer großer Asteroid des mittleren Hauptgürtels, der am 26. September 1978 von der ukrainischen (damals: Sowjetunion) Astronomin Ljudmyla Schurawlowa am Krim-Observatorium (Zweigstelle Nautschnyj) auf der Halbinsel Krim (IAU-Code 095) entdeckt wurde.

## Benennung
(2771) Polzunov wurde nach Iwan Iwanowitsch Polsunow (1728–1766) aus dem Russischen Kaiserreich benannt. Er erfand die erste Dampfmaschine im heutigen Russland und den ersten Zweizylindermotor der Welt.